# Suspicious Partner
Suspicious Partner (en coréen, hangeul : 수상한 파트너, RR : Soosanghan Pateuneo) est une série télévisée sud-coréenne mettant en vedette Ji Chang-wook et Nam Ji-hyeon, avec Choi Tae-joon et Kwon Nara. Elle est diffusée en Corée du Sud sur SBS à 22 heures, tous les mercredis et les jeudis, depuis le 10 mai 2017,.

## Synopsis
Noh Ji-wook (Ji Chang-wook) est un excellent procureur. C’est un jeune homme beau, réaliste et intelligent, qui s’efforce de faire de son mieux pour réussir. Il est l’exemple parfait de ce qu’un procureur devrait être. Sauf que ce n’est pas forcément ce que les autorités veulent qu’un procureur fasse. Il est donc renvoyé et devient avocat.
Eun Bong-hee (Nam Ji-hyeon) est une procureure stagiaire. Anciennement entraineuse de taekwondo, elle a suivi une formation pour devenir avocate. Elle est confiante et forte, mais naïve. On la met sous la direction de Noh Ji-wook pour son stage. À la fin de son stage, elle rentre en tant qu’avocate dans le cabinet de Noh Ji-Wook.
Ils travaillent ensemble sur une mystérieuse affaire impliquant un meurtrier psychopathe. Comme ils travaillent en équipe, de l’affection commence à naitre entre eux.

## Distribution

### Personnages principaux
- Ji Chang-wook en tant que Noh Ji wook[4]
  - Oh Han-kyul dans le rôle de Ji wook enfant

Un procureur du Bureau des procureurs du district de Sunho qui finit par changer de professions pour aller dans le secteur privé. Il abrite un traumatisme découlant d’un évènement de son enfance impliquant ses parents et son premier amour.
- Nam Ji-hyeon dans le rôle de Eun Bong-hee
  - Choi Myung-bac jouant Bong-hee jeune

Une procureure stagiaire, plus tard avocate qui a été une athlète de taekwondo dans sa jeunesse. Un jour, elle devient soudainement suspectée de meurtre.
- Choi Tae-joon dans le rôle de Ji Eun-hyuk[5]
  - Kwon Bin et Moon Woo-jin dans le rôle de Eun-hyuk enfant

Un avocat avec des relations de famille compliquées qui a eu une adolescence particulièrement difficile.
- Kwon Nara comme Cha Yoo-jung[6]
  - Ryu Han-bi jouant Yoo-jung enfant

Ex-petite amie de Noh Ji-wook, une procureure qui essaye de le récupérer, peu importe ce qu’il en coute.

### Personnages secondaires

#### Les gens autour de Noh Ji wook
- Lee Deok-hwa dans le rôle de Byun Young-hee

Le représentant d’un grand cabinet d’avocats et une figure paternelle pour Ji wook.
- Nam Ki-ae dans le rôle de Hong Bok-ja

Belle-mère de Ji Wook et épouse de Byun Yong-hee.
- Jo Seung-yeon dans le rôle de Noh Young-suk

Père décédé de Ji Wook qui était lui aussi procureur. Il a été tué par un de ses ex-accusés.
- Jang Hyuk-jin en tant que chef de section Bang Eun-ho

Bras droit de Ji wook, ancien procureur devenu avocat.

#### Les gens autour de Eun Bong-hee
- Yoon Bok-Park dans le rôle de Young-soon

Mère de Bong-hee
- Hwang Chan-sung dans le rôle de Jang Hee-joon[7]

Ex-petit ami de Bong-hee. Il est mort dans la maison de Bong-hee, ce qui fait d’elle la première suspecte.

#### Les personnes au Centre de formation
- Kim Ye-won dans le rôle de Na Ji-hae[8]

Ancien camarade de classe et rival de Bong-Hee. Elle devient plus tard procureure.
- Heo Joon-seok dans le rôle de Woo Hee-kyu
- Shim Eun-woo dans le rôle de Hong Cha-eun

### Apparition spéciale
- Jang Won-young que Ha Ji-cheol (Ép. 1-2)
- Hong Seok-cheon en tant que moine (Ép. 3)
- Park Sung-geun dans le rôle de l’exhibitionniste (Ép. 4)
- Jo Jung-sik dans le rôle de l’Indic
- Lee Shi-ah dans le rôle de Lee Na-eun (Ép. 6)
- Ji Il-joo dans le rôle de Jeon Sung-ho (Ép. 6)

## Production
Les premiers titres de travail pour la série étaient Beware This Woman et Suspicious Romance. La première lecture du scénario a eu lieu le 4 avril 2017 au Centre de production Tanhyun de SBS Isan, en Corée du Sud,.
Les deux acteurs principaux Ji Chang-wook et Nam Ji-hyun sont apparus dans Warrior Baek Dong-soo en 2011.

## Audiences
- Dans le tableau ci-dessous, les nombres en gras représentent les audiences les plus faibles et les plus élevées.
- NC indique que la série ne s'est pas classée dans les 20 programmes quotidiens ce jour-là.

| Épisode # | Titre                           | Date          | Moyenne des parts d’audience | Moyenne des parts d’audience   | Moyenne des parts d’audience | Moyenne des parts d’audience   |
| Épisode # | Titre                           | Date          | TNmS Ratings                 | TNmS Ratings                   | AGB Nielsen                  | AGB Nielsen                    |
| Épisode # | Titre                           | Date          | National                     | Région de la capitale de Séoul | National                     | Région de la capitale de Séoul |
| --------- | ------------------------------- | ------------- | ---------------------------- | ------------------------------ | ---------------------------- | ------------------------------ |
| 1         | Hope for the Future             | 10 mai 2017   | 6,1 % (19e)                  | 7,4 % (14e)                    | 6,3 % (17e)                  | 6,5 % (14e)                    |
| 2         | Hope for the Future             | 10 mai 2017   | 6,8 % (15e)                  | 8,2 % (8e)                     | 6,8 % (13e)                  | 6,9 % (12e)                    |
| 3         | -                               | 11 mai 2017   | 6, 3% (NR)                   | 7,0 % (NR)                     | 6,1 % (NC)                   | 5,8 % (NC)                     |
| 4         | -                               | 11 mai 2017   | 7,0 % (NC)                   | 7,9 % (18e)                    | 7,2 % (18e)                  | 7,7 % (14e)                    |
| 5         | Restraining Order               | 17 mai 2017   | 6,9 % (NC)                   | 8,5 % (12e)                    | 6,6 % (NC)                   | 6,8 % (NC)                     |
| 6         | Restraining Order               | 17 mai 2017   | 7,4 % (18e)                  | 8,2 % (15e)                    | 8,0 % (13e)                  | 8,5 % (9e)                     |
| 7         | Reunion and Reunion             | 18 mai 2017   | 6,0 % (NC)                   | 6,6 % (20e)                    | 6,8 % (19e)                  | 6,9 % (18e)                    |
| 8         | Reunion and Reunion             | 18 mai 2017   | 6,0 % (NC)                   | 6,4 % (NC)                     | 7,4 % (14e)                  | 7,8 % (12e)                    |
| 9         | Humanity Becomes Hostage        | 24 mai 2017   | 6,5 % (NC)                   | 6,9 % (NC)                     | 6,8 % (20e)                  | 7,2 % (18e)                    |
| 10        | Humanity Becomes Hostage        | 24 mai 2017   | 7,4 % (17e)                  | 8,2 % (14e)                    | 8,3 % (11e)                  | 8,7 % (10e)                    |
| 11        | The Beginning That Hasn't Begun | 25 mai 2017   | 6,1 % (NC)                   | 6,8 % (NC)                     | 7,1 % (17e)                  | 7,9 % (13e)                    |
| 12        | The Beginning That Hasn't Begun | 25 mai 2017   | 6,5 % (NC)                   | 6,6 % (20e)                    | 7,8 % (14e)                  | 8,5 % (11e)                    |
| 13        | Alibi                           | 31 mai 2017   | 6,9 % (18e)                  | 7,7 % (15e)                    | 7,5 % (16e)                  | 8,2 % (13e)                    |
| 14        | Alibi                           | 31 mai 2017   | 7,9 % (15e)                  | 9,0 % (10e)                    | 9,3 % (8e)                   | 10,0 % (8e)                    |
| 15        | Untruthful Truth Game           | 1er juin 2017 | 7,2 % (17e)                  | 8,3 % (14e)                    | 8,4 % (13e)                  | 8,6 % (11e)                    |
| 16        | Untruthful Truth Game           | 1er juin 2017 | 7,8 % (16e)                  | 8,9 % (12e)                    | 9,3 % (11e)                  | 9,6 % (8e)                     |
| 17        | Eun Bong-hee's Prime            | 7 juin 2017   | 7,3 % (17e)                  | 7,5 % (13e)                    | 8,4 % (13e)                  | 9,1 % (10e)                    |
| 18        | Eun Bong-hee's Prime            | 7 juin 2017   | 7,7 % (NC)                   | 8,1 % (NC)                     | 9,8 % (8e)                   | 10,2 % (7e)                    |
| 19        | Truth vs. Secret                | 8 juin 2017   | 7,3 % (17e)                  | 7,3 % (16e)                    | 8,0 % (12e)                  | 8,5 % (10e)                    |
| 20        | Truth vs. Secret                | 8 juin 2017   | 8,3 % (11e)                  | 8,4 % (10e)                    | 9,6 % (9e)                   | 10,2 % (8e)                    |
| 21        | In This Limited World           | 14 juin 2017  | 7,0 % (NC)                   | 8,2 % (13e)                    | 7,7 % (14e)                  | 8,3 % (9e)                     |
| 22        | In This Limited World           | 14 juin 2017  | 7,8 % (16e)                  | 8,7 % (9e)                     | 9,1 % (7e)                   | 9,8 % (6e)                     |
| 23        | 48 Hours Later                  | 15 juin 2017  | 6,9 % (19e)                  | 7,6 % (13e)                    | 7,8 % (14e)                  | 8,2 % (10e)                    |
| 24        | 48 Hours Later                  | 15 juin 2017  | 7,6 % (16e)                  | 8,1 % (10e)                    | 9,4 % (7e)                   | 9,8 % (6e)                     |
| 25        | Attributable Reasons            | 21 juin 2017  | 6,6 % (20e)                  | 6,7 % (16e)                    | 9 % (9e)                     | 10,3 % (8e)                    |
| 26        | Attributable Reasons            | 21 juin 2017  | 7,8% (15e)                   | 8,5% (9e)                      | 10,5% (7e)                   | 11,7% (5e)                     |
| 27        | The Memory of That Day          | 22 juin 2017  | 7,5% (16e)                   | 7,9% (13e)                     | 8,4% (11e)                   | 8,8% (10e)                     |
| 28        | The Memory of That Day          | 22 juin 2017  | 8,0% (15e)                   | 8,1% (12e)                     | 9,7% (8e)                    | 10,4% (8e)                     |
| 29        | Postponement                    | 28 juin 2017  | 6,1% (NC)                    | 7,9% (13e)                     |                              |                                |
| 30        | Postponement                    | 28 juin 2017  | 6,7% (17e)                   | 8,0% (10e)                     |                              |                                |
| 31        | 29 juin 2017                    |               |                              |                                |                              |                                |
| 32        | 29 juin 2017                    |               |                              |                                |                              |                                |
| 33        | 5 juillet 2017                  |               |                              |                                |                              |                                |
| 34        | 5 juillet 2017                  |               |                              |                                |                              |                                |
| 35        | 6 juillet 2017                  |               |                              |                                |                              |                                |
| 36        | 6 juillet 2017                  |               |                              |                                |                              |                                |
| 37        | 12 juillet 2017                 |               |                              |                                |                              |                                |
| 38        | 12 juillet 2017                 |               |                              |                                |                              |                                |
| 39        | 13 juillet 2017                 |               |                              |                                |                              |                                |
| 40        | 13 juillet 2017                 |               |                              |                                |                              |                                |
| Moyenne   | Moyenne                         | Moyenne       | 7,2%                         | 7,9%                           | 8,2%                         | 8,7%                           |

## Bande originale

### OST Part 1
| No | Titre              | Artiste  | Durée |
| -- | ------------------ | -------- | ----- |
| 1. | Why you? (너는 왜) | SEENROOT | 03:36 |
| 2. | Why you? (Inst.)   |          | 03:36 |

### OST Part 2
| No | Titre                            | Artiste | Durée |
| -- | -------------------------------- | ------- | ----- |
| 1. | How Do I Say It? (어떻게 말할까) | O.WHEN  | 04:27 |
| 2. | How Do I Say It? (Inst.)         |         | 04:27 |

### OST Part 3
| No | Titre                    | Artiste | Durée |
| -- | ------------------------ | ------- | ----- |
| 1. | The Same Day (똑같은 날) | Ra.D    | 04:01 |
| 2. | The Same Day (Inst.)     |         | 04:01 |

### OST Part 4
| No | Titre                     | Artistes | Durée |
| -- | ------------------------- | -------- | ----- |
| 1. | How About You (어떨까 넌) | CHEEZE   | 04:47 |
| 2. | How About You (Inst.)     |          |       |

### OST Part 5
| No | Titre                                | Artist                     | Durée |
| -- | ------------------------------------ | -------------------------- | ----- |
| 1. | Eye contact (눈맞춤 (Acoustic Ver.)) | Kim E-Z (Ggot Jam Project) | 03:30 |
| 2. | Eye contact (Full Ver.)              | Kim E-Z (Ggot Jam Project) | 03:46 |
| 3. | Eye contact (Acoustic Ver. (Inst.))  |                            | 03:30 |
| 4. | Eye contact (Full Ver. (Inst.))      |                            | 03:46 |

### OST Part 6
| No | Titre                              | Artiste | Durée |
| -- | ---------------------------------- | ------- | ----- |
| 1. | Breathing All Day (숨쉬는 모든 날) | Bumkey  | 04:26 |
| 2. | Breathing All Day (Inst.)          |         | 04:26 |

### OST Part 7
| No | Titre                                | Artiste           | Durée |
| -- | ------------------------------------ | ----------------- | ----- |
| 1. | I've Got a Feeling (정이 들어버렸어) | Kihyun (Monsta X) | 04:52 |
| 2. | I've Got A Feeling (Inst.)           |                   | 04:52 |

## Diffusion internationale
- À Taiwan, la série a commencé à être diffusée en même temps que sa diffusion sud-coréenne sur l’application de KKTV et a commencé à être diffusée sur LTV à partir du 3 juin 2017[14].
- À Singapour, en Malaisie et en Indonésie, la série a commencé à être diffusée dans un délai de 24 heures après la diffusion originale sud-coréenne sur One TV Asia à partir du 11 mai 2017[15].